# Hakadal
Hakadal är en tidigare tätort i Nittedals kommun i Akershus fylke i sydöstra Norge. Orten ligger vid Gjøvikbanan, vid sidan av riksväg 4, nordväst om kommunens centralort Rotnes.
Hakadals kyrka ligger längre åt sydöst, öster om orten Løstad, på andra sidan Hakadalselva (Nitelva).
Sedan 2023 räknas bebyggelsen i orten som en del av tätorten Løstad.